# 2037 Tripaxeptalis
2037 Tripaxeptalis è un asteroide della fascia principale. Scoperto nel 1973, presenta un'orbita caratterizzata da un semiasse maggiore pari a 2,3017717 UA e da un'eccentricità di 0,1320923, inclinata di 4,25702° rispetto all'eclittica.
Il nome è riferito a sue peculiarità orbitali: deriva dalla combinazione di tre orbite (Tri-) dell'asteroide 679 Pax (-pax-) con sette orbite (-ept-) dell'asteroide 291 Alice (-alis).